# Jean-Denis Kraege
Jean-Denis Kraege, né en 1952, est un docteur en théologie et pasteur protestant.

## Biographie
Pasteur de l'Église Évangélique Réformée du canton de Vaud), il est l'auteur de plusieurs ouvrages. En 2001, il publie un CD-Rom de questions-réponses sur la religion et le christianisme. Il est également animateur du site questiondieu.com qui permet de poser des questions « sur Dieu, La Bible, le sens de la vie, la foi, les religions, etc.  ».
Il a récemment ouvert le site Être protestant sur lequel se trouvent deux parcours catéchétiques (un pour adolescents et l'autre pour adultes) ainsi qu'une présentation de la pensée de Jean Calvin à l'occasion du 500e anniversaire de sa naissance. Il participe à deux sites de réflexion théologique: www.pertinence.ch et www.groupuscule.ch.

## Publications
- Les Pièges de la foi : lettre ouverte aux évangéliques, Genève, Labor & Fides, 1993, 93 p. (ISBN 2-8309-0722-1, lire en ligne)
- L'Écriture seule; Pour une lecture dogmatique de la Bible : l'exemple de Luther et de Barth, Genève, Labor & Fides, 1995, 304 p. (ISBN 2-8309-0789-2, lire en ligne)
- Le procès du diable, Genève, Labor & Fides, 1996
- Vivre grâce à Dieu, le Message libérateur de Jésus, Poliez-le-Grand, Intelligere, coll. « Moulin », 2000, 87 p. (ISBN 2-88469-005-0)
- Ne nous soumets pas à la tentation, Bière, Cabedita, 2016  (ISBN 978-2-88295-771-9)
- Espérer contre toute espérance, Paris, Van Dieren Editeur, 2016  (ISBN 978-2-37466-005-9)
- Bible et Parole de Dieu, Lyon, Olivétan, 2020  (ISBN 978-2-35479-517-7)